# Johann Holetschek
Johann Holetschek (29 de agosto de 1846 - 10 de noviembre de 1923) fue un astrónomo austriaco, conocido como descubridor de cometas.

## Semblanza
Nacido en Thuma, en Baja Austria, Holetschek estudió astronomía en la Universidad de Viena, donde se doctoró 1872.
Posteriormente se convirtió en asistente en el Observatorio de Viena, siendo nombrado adjunto en 1878. Su interés principal era la exploración y el cálculo de las órbitas de los cometas, así como la determinación del brillo de cúmulos estelares y de estrellas.
Desarrolló toda su trayectoria profesional en el observatorio de la Universidad de Viena, ciudad en la que murió.

## Eponimia
- El cráter lunar Holetschek lleva este nombre en su memoria.